# 1900년 하계 올림픽 럭비
1900년 하계 올림픽 럭비는 프랑스 파리에서 개최된 1900년 하계 올림픽의 경기 종목이다. 1900년 10월 14일과 28일에 벨로드롬 드 뱅센에서 진행되었다. 3개국에서 47명의 선수가 참가하였다. 1900년 하계 올림픽 럭비는 남자 경기만 진행되었다.

## 경기장
| 도시 | 경기장           | 원어명                               |
| ---- | ---------------- | ------------------------------------ |
| 파리 | 벨로드롬 드 뱅센 | 프랑스어: Vélodrome Jacques Anquetil |

## 참가국
3개국에서 47명의 선수가 참가하였다.
- 독일
- 영국
- 프랑스

## 경기 결과
| 순위 | 국가         | 경기 | 승 | 무 | 패 |
| ---- | ------------ | ---- | -- | -- | -- |
| 1    | 프랑스 (FRA) | 2    | 2  | 0  | 0  |
| 2    | 독일 (GER)   | 1    | 0  | 0  | 1  |
| 2    | 영국 (GBR)   | 1    | 0  | 0  | 1  |

| 1900년 10월 14일 |

| 프랑스             | 27 : 17 | 독일 |
| ------------------ | ------- | ---- |
| 컨버전: {{{con1}}} |         |      |

| 파리, 벨로드롬 드 뱅센 |

| 1900년 10월 28일 |

| 프랑스             | 27 : 8 | 영국 |
| ------------------ | ------ | ---- |
| 컨버전: {{{con1}}} |        |      |

| 파리, 벨로드롬 드 뱅센 |

## 메달 집계

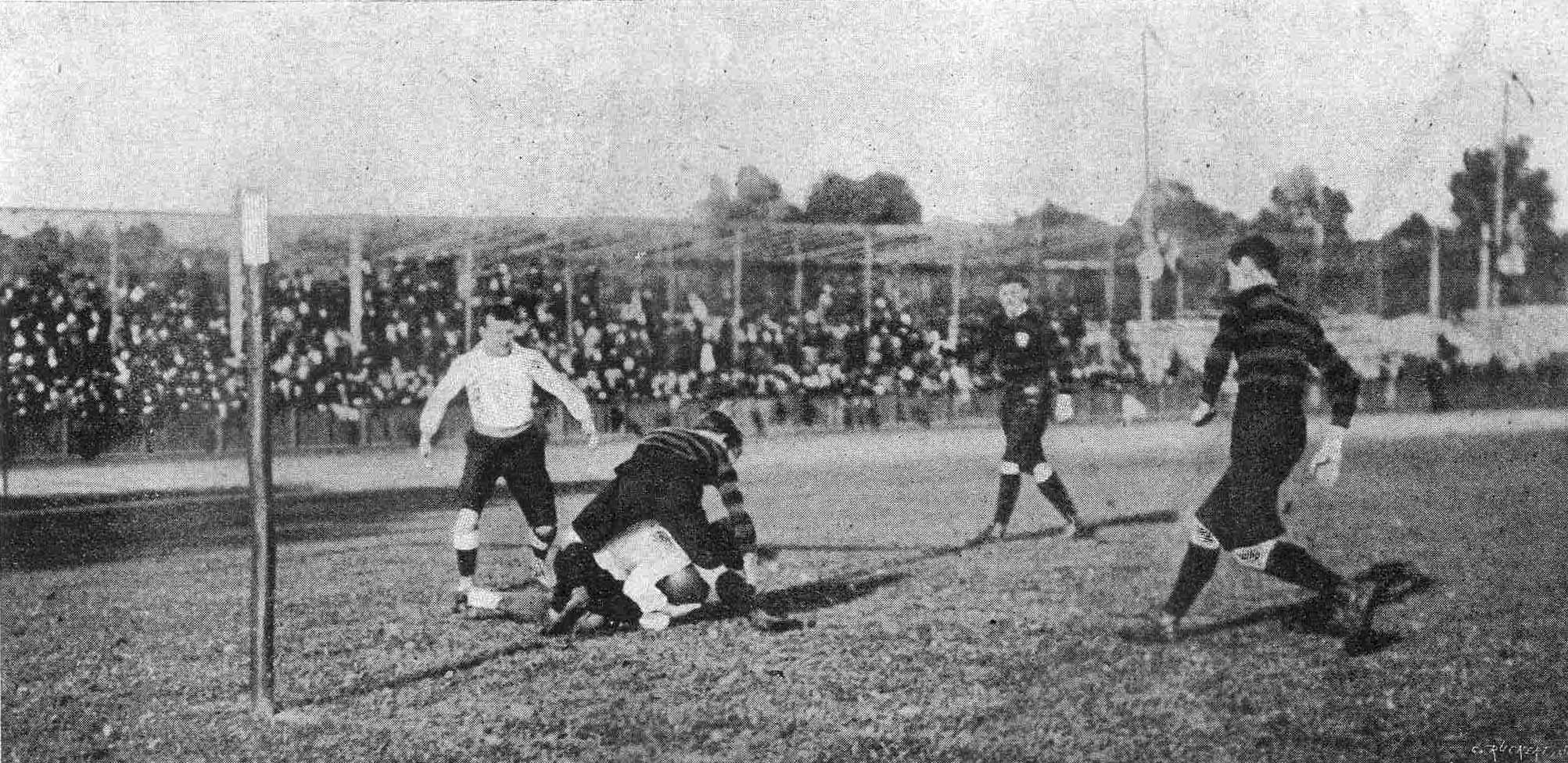
프랑스-독일 경기

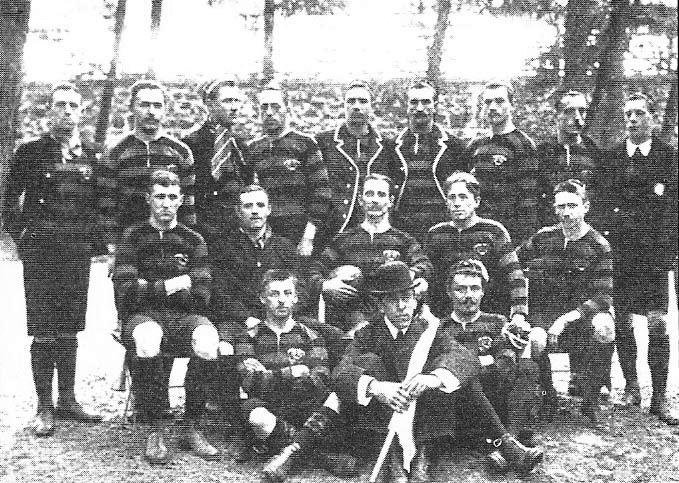
1900년 하계 올림픽 럭비 독일 국가대표팀

### 최종 순위
| 순위 | 국가   | 금메달 | 은메달 | 동메달 | 합계 |
| ---- | ------ | ------ | ------ | ------ | ---- |
| 1    | 프랑스 | 1      | 0      | 0      | 1    |
| 2    | 독일   | 0      | 1      | 0      | 1    |
| 2    | 영국   | 0      | 1      | 0      | 1    |
| 합계 | 합계   | 1      | 2      | 0      | 3    |

### 메달리스트
| 종목      | 금 | 은 | 은 | 동   |
| 남자 럭비 | 프랑스 (FRA) · 블라디미르 아이토프 · A. 알베르트 · 레온 비노쉬 · 장 콜라스 · 장 가이 고티에 · 오귀스트 지루 · 샤를 공뒹 · 콘스탄틴 앙리크즈 데 주 주비라 · J. 헤르레 · 빅토르 라르샹데트 · 후베르트 라페브르 · 요셉 올리피에 · 알렉산드레 파라몽 · 프랑츠 레셸 · 앙드레 리쉬만 · 알버트 루즈벨트 · 에밀유 사라데 | 독일 (GER) · 알베르트 암르헤인 · 후고 베팅 · 야코프 헤르만 · 빌리 호프메이스터 · 헤르만 크로이저 · 아르놀트 란트보이크트 · 한스 라트샤 · 에리히 루트비크 · 리차르트 루드비크 · 프리츠 뮐러 · 에두아르트 포페 · 헤인리히 레이츠 · 아우구스트 슈미에레르 · 아돌프 스토크호이센 · 게오르크 벤데로트 | 영국 (GBR) · F. C. 배일리스 · J. 헨리 버틀즈 · 제임스 캔션 · 아서 다비 · 클레멘트 데이킨 · L. 후드 · M. L. 로건 · H. A. 로비트 · 허버트 니콜 · V. 스미스 · M. W. 탈보트 · 요셉 윌리스 · 클로드 위틴데일 · 레이몬드 위틴데일 · 프란시스 윌슨 | 없음 |

## 참고 문헌
- 국제 올림픽 위원회 - 1900년 하계 올림픽 럭비 경기 결과 (영어)
- De Wael, Herman (2006년 3월 2일). 《Herman's Full Olympians: "Rugby 1900"》. (Available electronically at  보관됨 2016-03-03 - 웨이백 머신)
- Mallon, Bill (1998). 《The 1900 Olympic Games, Results for All Competitors in All Events, with Commentary》. Jefferson, North Carolina: McFarland & Company, Inc., Publishers. ISBN 0-7864-0378-0.

| 올림픽 럭비 |                                   |           |
|             | 1900년 하계 올림픽 럭비 파리 1900 | 다음 대회 |
|             | 1900년 하계 올림픽 럭비 파리 1900 | 런던 1908 |